# Amtsovertagelsen
Amtsovertagelsen (AOT) dækker over amternes overtagelse af i alt 42 gymnasier, der hidtil havde været drevet af staten. 
Overtagelsen fandt sted i 1986 og omfattede blandt andet katedralskolerne og statsskolerne. Mens alle katedralskolerne fik lov til at beholde deres oprindelige navne, var det kun tilfældet for nogle af statsskolerne. 
Amtsovertagelsen gjaldt dog ikke skolen ved Sorø Akademi, der nu er landets eneste tilbageværende statsskole.

## Historie
Allerede under undervisningsminister Tove Nielsen fra 1973 til 1975 overvejede regeringen at lade amterne overtage de gymnasier, der blev drevet af staten. Det skete efter at amterne i 1973 havde overtaget de fleste kommunale gymnasier som konsekvens af kommunalreformen fra 1970.